# Maricruz Delgado
Maricruz Delgado interpretată de Camille Guaty, este un personaj din serialul de televiziune Prison Break difuzat de Fox.